# Langwies
Langwies és un municipi del cantó dels Grisons (Suïssa), situat al districte de Plessur.